# NGC 3598
NGC 3598 este o galaxie lenticulară situată în constelația Leul. A fost descoperită în 4 martie 1865 de către Albert Marth.